# Mademoiselle de Champmeslé

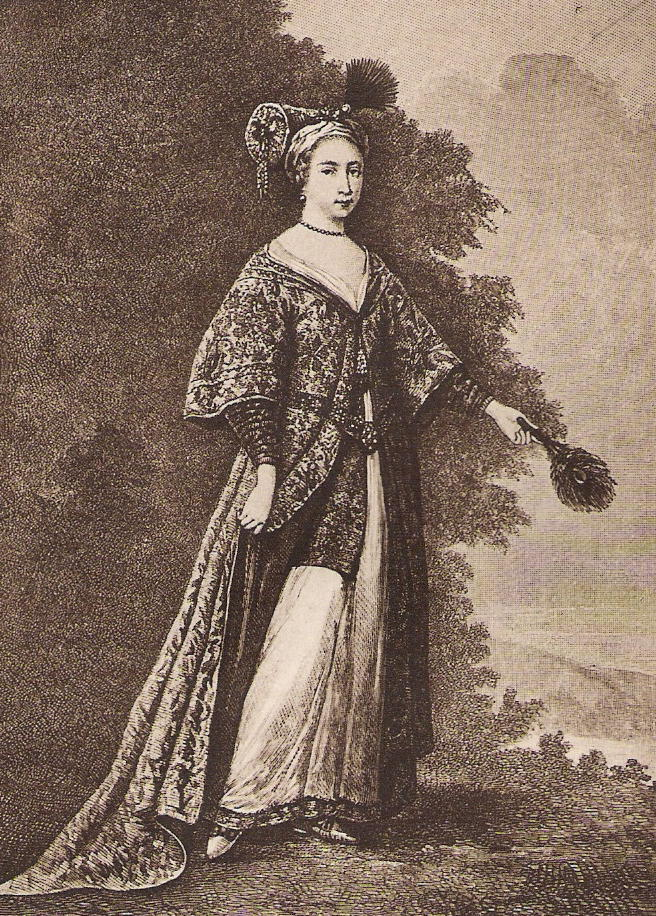
Marie Champmeslé nach einem anonymen Porträt, das 1878 im Palais du Trocadéro ausgestellt wurde, Abdruck in Emile Mas: La Champmeslé, Paris: Alcan 1932.

Marie Desmares, genannt Mademoiselle de Champmeslé oder auch la Champmeslé, (* 18. Februar 1642 in Rouen; † 15. Mai 1698 in Auteuil, Paris) war eine französische Schauspielerin und Tragödiendarstellerin. Sie spielte die Titelrollen in den Stücken Jean Racines während der Zeit seiner größten Erfolge zwischen 1667 und 1676 und er wurde ihr Liebhaber.

## Biographie
Marie Desmares wurde als Tochter eines Gutsverwalters aus der Normandie geboren. Sie debütierte schon in jungen Jahren als Schauspielerin in Rouen. Im Alter von 15 Jahren heiratete sie den Schauspieler Pierre Fleurye, der aber einige Jahre später starb. Als junge Witwe heiratete sie 1666 zum zweiten Mal, den Schauspieler Charles Chevillet, der auf der Bühne als Monsieur de Champmeslé bekannt war. Bis dahin Mitglieder einer ländlichen Theatergruppe (der Truppe von François Serdin), schlossen sie sich 1668 der Truppe des Théâtre du Marais an, wo sie die Venus in La Fête de Vénus von Claude Boyer spielte, das am 15. Februar 1669 uraufgeführt wurde. Das folgende Jahr verbrachte das Ehepaar Champmeslé am Théâtre de l’hôtel de Bourgogne. Die Krankheit und dann der Tod des damaligen Stars der Truppe, Mademoiselle Des Œillets, erzwangen die Anstellung einer neuen Schauspielerin für die weibliche tragische Hauptrolle. Marie übernahm für Des Œillets zunächst die Rolle der Hermine in Jean Racines Andromaque und im selben Jahr erhielt sie die Titelrolle in der neuen Tragödie Bérénice. Es ist nicht bekannt, wann ihre Beziehung zu Racine über die Freundschaft hinausging, aber für sie schrieb der Dichter seine größten Frauenrollen: Sie war Atalide in Bajazet (1672), Monime in Mithridate (1673), Iphigénie in Iphigénie (1674) und Phèdre in Phèdre (1677).
Dieses letzte Stück war ein wahrer Triumph, aber Racine befand sich an einem Wendepunkt in seiner Karriere: Er trat die prestigereiche Stelle des Königlichen Chronisten (Historiographe du roi) bei Ludwig XIV. an. Er beendete dazu im ersten Quartal 1677 die ehebrecherische Beziehung zu Champmeslé, die sich nie hatte scheiden lassen, heiratete die fromme und reiche Catherine de Romanet und begann ein konventionelles Familienleben.
Champmeslé ersetzte Racine durch den Graf von Clermont-Tonnerre, der eher einen Ruf als Abenteuerer denn als Aristokrat hatte, was einen Spottvers in Paris provozierte, der mit den Wortspielen tonnerre = Donner und racine = Wurzel, „am Boden“ spielte: 
À la plus tendre amour elle était destinée
Qui prit assez longtemps Racine dans son cœur;
Mais par un insigne malheur
Un Tonnerre est venu, qui l’a dé Racinée.
Die zwei folgenden Jahre war sie mit ihrem Mann im Hôtel Guénégaud, in Molières ehemaliger Truppe, die nach seinem Tod mit der Truppe des Théâtre du Marais fusioniert hatte. Sie brachte damit das tragische Repertoire, das Racine für sie geschrieben hatte und auch die Tragödien von Corneille, die wegen ihrer Dominanz in den tragischen Rollen bis dahin praktisch im  Besitz des Hôtel de Bourgogne waren, an das Hôtel de Guénégaud.
Als sich diese beiden Truppen 1680 auf Befehl des Königs zur Comédie-Française zusammenschlossen, war Champmeslé gleich festes Ensemblemitglied (Nr. 15 der Société de la Comédie-Française). Sie starb 1698, nachdem sie das Theaterspielen nie ganz aufgegeben hatte. Noch 1697 war sie an der Aufführung von Oreste und Pylade, einer Tragödie von François Joseph de Lagrange-Chancel, beteiligt. Ein christliches Begräbnis wurde ihr verweigert (nach dem Brauch, dass Schauspieler von den Sakramenten der Kirche ausgeschlossen sind).

## Nachleben
Jean La Fontaine widmete ihr seine Fabel Belphégor.
Nicolas Boileau verewigte sie in folgenden Versen mit der Behauptung, dass das versammelte Griechenland bei der Opferung der Iphigenie auf Aulis nicht so viele Tränen vergossen hätte wie sich in seinen Augen beim Spiel von La Champmeslé in dieser Rolle sammelten: 
Jamais Iphigénie en Aulide immolée,
Ne coûta tant de pleurs à la Grèce assemblée
Que, dans l’heureux spectacle à mes yeux étalé,
En a fait sous son nom verser la Champmeslé.
Voltaire bezog sich auf sie in seiner Novelle Candide oder der Optimismus:
J’étais à Paris quand mademoiselle Monime passa, comme on dit, de cette vie à l'autre; on lui refusa ce que ces gens-ci appellent les „honneurs de la sépulture“, c’est-à-dire de pourrir avec tous les gueux du quartier dans un vilain cimetière ; elle fut enterrée toute seule de sa bande au coin de la rue de Bourgogne; ce qui dut lui faire une peine extrême, car elle pensait très noblement.
Die französische Post verewigte sie 1961 auf einer 20-Centimes-Briefmarke.
Judy Chicago widmete ihr eine Inschrift auf den dreieckigen Bodenfliesen des Heritage Floor ihrer 1974 bis 1979 entstandenen Installation The Dinner Party. Die mit dem Namen Marie Champmeslé beschrifteten Porzellanfliesen sind dem Platz mit dem Gedeck für Artemisia Gentileschi zugeordnet.